# Lord Huron
Lord Huron es una banda estadounidense de indie rock con sede en Los Ángeles. La banda está compuesta por Mark Barry (batería, percusión), Miguel Briseño (bajo, teclado, theremín), Tom Renaud (guitarra) y su fundador, Ben Schneider (guitarra, vocalista). Tras algunos EPs en solitario y autoproducidos, el álbum debut del grupo Lonesome Dreams se publicó en 2012 por Iamsound en los Estados Unidos y por Play It Again Sam en Reino Unido e Irlanda en enero de 2013  y su cuarto y más reciente álbum Long Lost se publicó en mayo de 2021
Lord Huron combina melodías de country, wéstern, folk rock, rock and roll, pop y los géneros surf rock con influencias de bandas sonoras y new age para producir un sonido descrito por The Wall Street Journal como "con un toque decididamente cinematográfico, cargado de humor e imágenes evocadoras". Lord Huron recuerda el sonido solitario de antecedentes como the Band, Neil Young, My Morning Jacket y Fleet Foxes".
La banda apareció en The Tonight Show y su canción «Ends of the Earth» apareció en el capítulo final de la serie de televisión Community.

## Historia

### Formación (2010-2011)
El miembro fundador Ben Schneider comenzó a componer música en su ciudad natal en Okemos, Michigan. Schneider estudió artes visuales en la Universidad de Michigan y terminó la carrera en Francia, antes de trasladarse a Nueva York, donde trabajó para un artista. En 2005, Schneider se trasladó a Los Ángeles. En 2010, Schneider formó Lord Huron como un proyecto en solitario, grabando sus primeros EP en solitario y añadiendo miembros para ayudar a tocar en los conciertos en vivo.
El nombre la banda está inspirado en el Lago Hurón, que el fundador de la banda, Ben Schneider, creció visitando.

### Lonesome Dreams(2012–2013)
El primer álbum de larga duración de Lord Huron, Lonesome Dreams, fue lanzado el 9 de octubre de 2012. Debutó en el puesto No. 5 en la lista Billboard de Heatseekers.
Con el lanzamiento de Lonesome Dreams, la banda lanzó una serie de vídeos musicales filmados en un estilo western de los años 70, que según Schneider fue el punto focal y narrativo del álbum. "Teníamos la divertida idea de que Lonesome Dreams era una especie de serie de viejos cuentos de aventuras". En una entrevista, Schneider aludió a la influencia de una obra concreta, llamada The Collected Works of Billy the Kid: Left-Handed Poems. "Es una especie de colección de ficción pulp y queríamos que los vídeos reflejaran eso y tuvieran esa misma sensación y estilo", dijo Schneider durante otra entrevista. También decidieron lanzar una versión teatral de los vídeos.

### Strange Trails(2014–2017)
La banda lanzó su segundo álbum, Strange Trails, el 6 de abril de 2015 en el Reino Unido y el 7 de abril de 2015 en Estados Unidos. El álbum debutó en la lista Billboard 200 en el n.º 23, Folk Albums en el n.º 1 y en el n.º 10 de la lista Top Album Sales con 18.000 copias vendidas. La canción "The Night We Met" fue certificada oro por la RIAA el 26 de junio de 2017 y platino el 15 de febrero de 2018. La canción se utilizó en la serie 13 Reasons Why, en la Temporada 1. Más tarde, en 2018, se remezcló para presentar a Phoebe Bridgers en la segunda temporada.

### Vide Noir(2018–2020)
En enero de 2018, varios vídeos cortos con clips de audio en las cuentas de Facebook, Instagram y Twitter de Lord Huron llevaron a especular sobre el lanzamiento de un álbum. Se anunció que el tercer álbum de la banda, Vide Noir, saldría a la venta el 20 de abril de 2018.
El 26 de enero de 2018, Lord Huron lanzó su primer sencillo del álbum, una canción de dos partes llamada "Ancient Names" El 16 de febrero de 2018, la banda lanzó el siguiente sencillo, "Wait by the River" El 7 de marzo de 2018 interpretaron la canción en Jimmy Kimmel Live!
Lord Huron interpretó en vivo un adelanto extendido de Vide Noir el 8 de marzo de 2018 en Teragram Ballroom en Los Ángeles. Debutaron cinco canciones del nuevo álbum: "Ancient Names (Part I)", "Ancient Names (Part II)", "Wait by the River", "Never Ever" y "Vide Noir". El 27 de marzo de 2018, realizaron otro set de adelanto en Le Poisson Rouge en Nueva York. Tocaron las mismas cinco canciones que en Teragram Ballroom más dos canciones más del álbum aún no publicado, "When the Night Is Over" y "Back from the Edge"
El día del lanzamiento del álbum, el 20 de abril de 2018, Lord Huron tocó un show de lanzamiento en Grand Rapids en el estado natal de Schneider, Michigan.
El 11 de julio de 2018, Lord Huron grabó dos sencillos para Spotify , "When the Night is Over" y "Harvest Moon" de Neil Young en Spotify Studios.
El 11 de agosto de 2018, la banda interpretó un popurrí de "Never Ever, When the Night is Over" y "Moonbeam" de Vide Noir en el programa CBS This Morning: Saturday Sessions.

### Long Lost(2021–presente)
En diciembre de 2020, la banda anunció una colección de presentaciones en vivo titulada Alive from Whispering Pines. El primer episodio se emitió el 7 de enero de 2021 e incluyó un clip de material inédito. El 19 de febrero de 2021, un día después del segundo episodio de Alive from Whispering Pines, la banda lanzó un nuevo sencillo, "Not Dead Yet".
El 18 de marzo de 2021, el tercer episodio de Alive from Whispering Pines concluyó con el supuesto título de su próximo cuarto álbum de estudio, Long Lost, así como una fecha de lanzamiento prevista para el 21 de mayo de 2021. Esto se confirmó cuando el álbum se puso a la venta en iTunes, Amazon y otros vendedores de música. El 19 de marzo de 2021, se lanzó el sencillo "Mine Forever", que había sido adelantado en el segundo episodio de Alive from Whispering Pines. El 30 de abril de 2021 se publicó otro sencillo de Long Lost, "I Lied", en el que participa la cantautora estadounidense Allison Ponthier.
El álbum salió a la venta el 21 de mayo de 2021 bajo el sello Whispering Pines, con un "éxito universal".

## Miembros

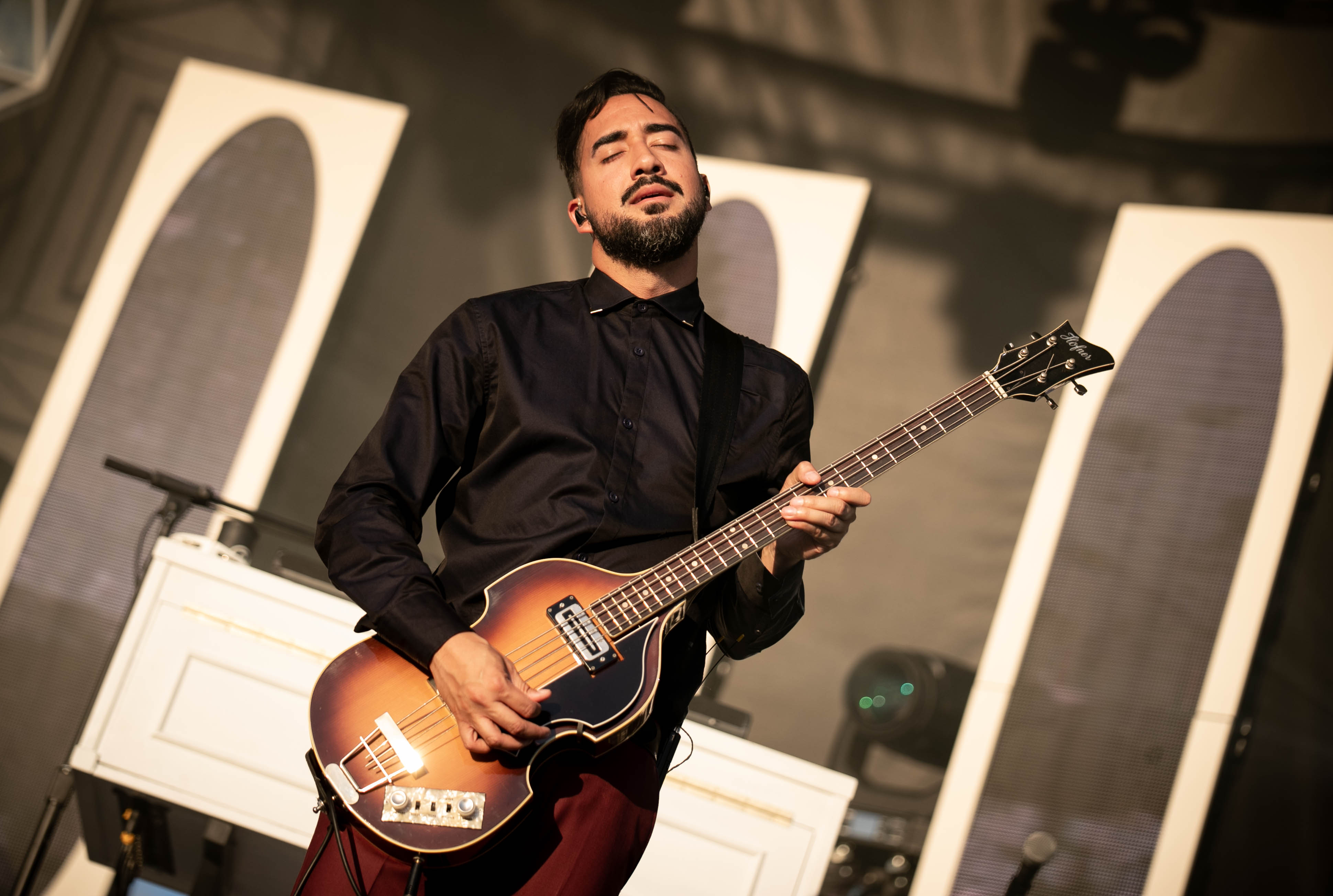
Miguel Briseño

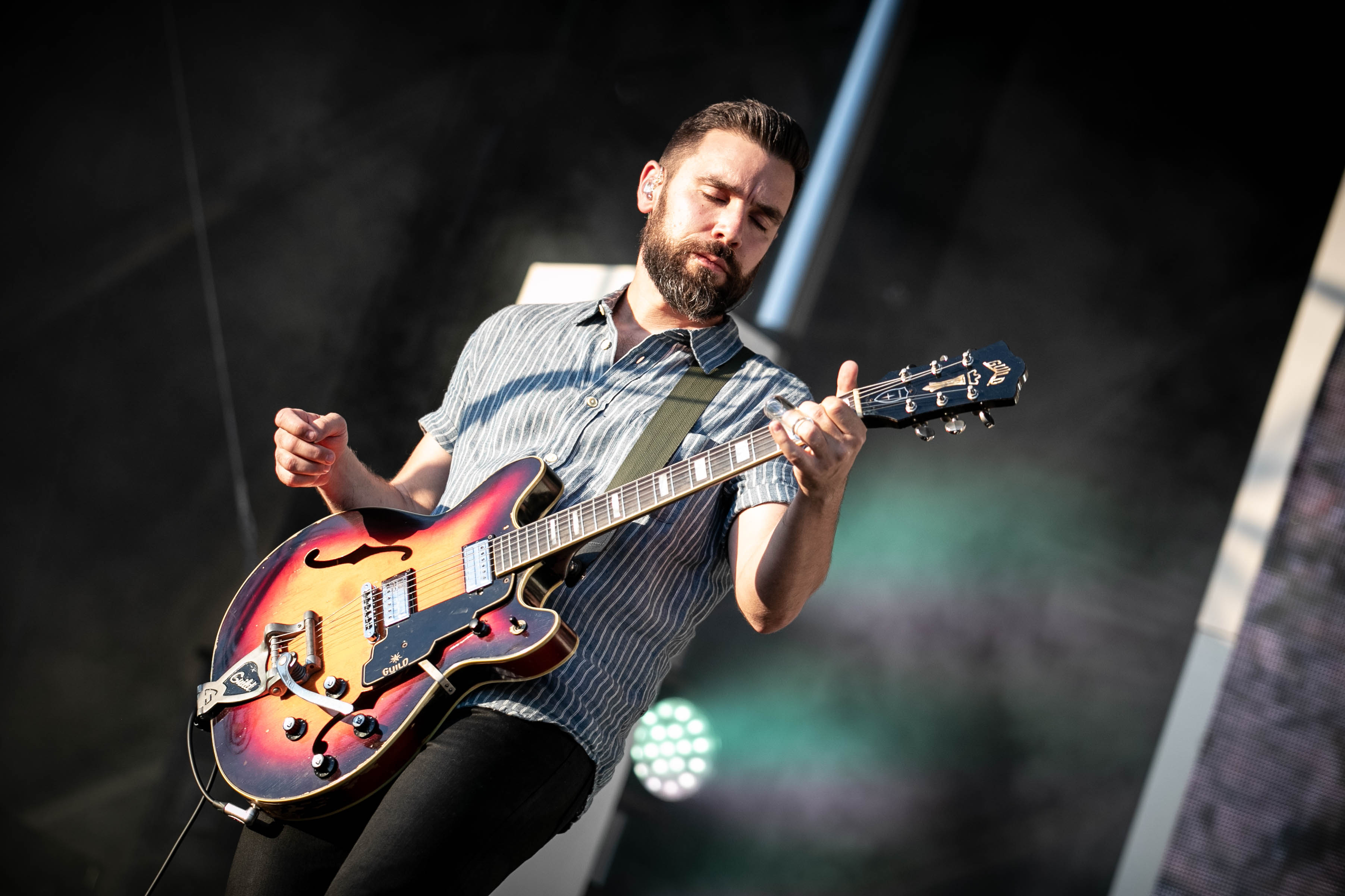
Tom Renaud

### Recurrentes
- Ben Schneider – guitarra, voz, harmónica
- Mark Barry – batería, percusión, voz
- Miguel Briseño – bajo, teclado, percusión, theremín
- Tom Renaud – guitarra, voz

### Tours
- Brandon Walters – guitarra, voz[33]
- Misty Boyce – teclado, voz

### Exintegrantes
- Peter Mowry – guitarra
- Andrès Echeverri - percusión y voz
- Brett Farkas – guitarra y voz
- Karl Kerfoot – guitarra y voz

## Discografía

### Albums
| Título                                                                                    | Detalles del álbum                                                                                                | Posiciones en listas | Posiciones en listas | Posiciones en listas | Posiciones en listas | Posiciones en listas | Posiciones en listas | Posiciones en listas | Posiciones en listas | Posiciones en listas | Posiciones en listas | Ventas          | Certificación de ventas discográficas |
| Título                                                                                    | Detalles del álbum                                                                                                | US                   | US Folk              | AUS Hit.             | BEL                  | CAN                  | IRL                  | NLD                  | SCO                  | SWI                  | UK                   | Ventas          | Certificación de ventas discográficas |
| ----------------------------------------------------------------------------------------- | --- | -------------------- | -------------------- | -------------------- | -------------------- | -------------------- | -------------------- | -------------------- | -------------------- | -------------------- | -------------------- | --------------- | ------------------------------------- |
| Lonesome Dreams                                                                           | - Lanzamiento: 9 de octubre de 2012 - Discográfica: Iamsound - Formato: Descarga digital, CD, vinilo              | 179                  | —                    | —                    | 64                   | —                    | 97                   | —                    | —                    | —                    | —                    | - US: 87,000    |                                       |
| Strange Trails                                                                            | - Lanzamiento: 7 de abril de 2015 - Discográfica: Iamsound - Formato: Descarga digital, CD, vinilo                | 23                   | 1                    | 9                    | 108                  | 16                   | 70                   | 87                   | 77                   | —                    | 95                   | - US: 1,000,000 | - RIAA: Platinum                      |
| Vide Noir                                                                                 | - Lanzamiento: 20 de abril de 2018 - Discográfica: Republic - Formato: Descarga digital, CD, vinilo               | 9                    | 1                    | 19                   | 134                  | 40                   | —                    | —                    | 70                   | —                    | —                    | - US: 28,000    |                                       |
| Long Lost                                                                                 | - Lanzamiento date: 21 de mayo de 2021 - Discográfica: Republic - Formato: Descarga digital, CD, vinilo, cassette | 23                   | 1                    | —                    | —                    | —                    | —                    | —                    | 77                   | 77                   | —                    |                 |                                       |
| "—" denota que la grabación no se incluyó en las listas o no se publicó en ese territorio | |                      |                      |                      |                      |                      |                      |                      |                      |                      |                      |                 |                                       |

### Extended plays
- Into the Sun EP (autolanzado, 2010)
- Mighty EP (Linian Music, 2010)
- Time to Run EP (Iamsound, 2012)

### Sencillos
| "The World Ender"                                                                          | 2015 | —  | —  | —  | —  | —  | —   | —  | —  | —  | —  |                                               | Strange Trails                                                  |
| "Fool for Love"                                                                            | 2015 | —  | 40 | —  | —  | —  | —   | —  | —  | —  | —  |                                               | Strange Trails                                                  |
| "The Night We Met"                                                                         | 2017 | 84 | 5  | 78 | 44 | 58 | —   | 17 | 28 | 75 | 54 | - RIAA: 3× Platino - BPI: Platino - SNEP: Oro | Strange Trails                                                  |
| "Ancient Names (Part I)"                                                                   | 2018 | —  | 45 | —  | —  | —  | —   | —  | —  | —  | —  |                                               | Vide Noir                                                       |
| "Wait by the River"                                                                        | 2018 | —  | 47 | —  | —  | —  | —   | —  | —  | —  | —  |                                               | Vide Noir                                                       |
| "Never Ever"                                                                               | 2018 | —  | —  | —  | —  | —  | —   | —  | —  | —  | —  |                                               | Vide Noir                                                       |
| "The Night We Met" (con Phoebe Bridgers)                                                   | 2018 | —  | 25 | —  | —  | —  | 160 | —  | —  | —  | —  |                                               | 13 Reasons Why (Season 2): A Netflix Original Series Soundtrack |
| "Setting Sun"                                                                              | 2020 | —  | —  | —  | —  | —  | —   | —  | —  | —  | —  |                                               | Lonesome Dreams                                                 |
| "Not Dead Yet"                                                                             | 2021 | —  | —  | —  | —  | —  | —   | —  | —  | —  | —  |                                               | Long Lost                                                       |
| "Mine Forever"                                                                             | 2021 | —  | —  | —  | —  | —  | —   | —  | —  | —  | —  |                                               | Long Lost                                                       |
| "Long Lost"                                                                                | 2021 | —  | —  | —  | —  | —  | —   | —  | —  | —  | —  |                                               | Long Lost                                                       |
| "I Lied" (con Allison Ponthier)                                                            | 2021 | —  | —  | —  | —  | —  | —   | —  | —  | —  | —  |                                               | Long Lost                                                       |
| "—" denota que la grabación no se incluyó en las listas o no se publicó en ese territorio. |      |    |    |    |    |    |     |    |    |    |    |                                               |                                                                 |